# Polhané Sönam Topgyé
Polhané Sönam Topgyé, (tibetanska ཕོ་ལྷ་ནས་བསོད་ནམས་སྟོབས་རྒྱས; wylie Pho lha nas bsod nams stobs rgyas), född 1689, död 12 mars 1747 var en av 1700-talets mest inflytelserika personer inom den tibetanska regimen.  Efter mordet på Khangchenné tog Polhané över som regent i det då kinesiska protektoratet Tibet. Han regerade mellan 1728 och 1747.
Polhané blev känd som en utomordentlig administratör, en orädd krigsherre och en storslagen strateg. Efter de svåra åren för Tibet under Lhabzang Khan, den blodiga invasionen från Dzungariet och det påföljande inbördeskriget kännetecknades Polhanés regim av en relativt lång period av stabilitet och fred.

## Bakgrund
Polhané Sönam Topgyé föddes 1689 i Polha (Pho-lha) och var son till general Pema Gyalpo och dennes hustru Drolma Butri. Fadern var en erfaren krigsherre som deltog i kriget mot Ladakh i 1679-1684. Han deltog senare i krigstågen mot Bhutan och Nepal.
Som ung fick Polhané undervisning inom Nyingma-skolan men också av Panchen Lama inom Gelug-skolan. Han fick namnet Sönam Topgyé, men kallades Polhané (“Han från Polha”).

## Vägen till makten
Kort efter sitt giftermål 1707, reste Polhané till Lhasa och presenterades för Lhabzang Khan. Denne bekräftade hans arv efter fadern och med tiden utnämndes Polhané till distriktsdomare Gyantse.
1714 erhöll Polhané sin första militära kommendering. Kriget mot Bhutan förlorades, men han uppmärksammades för hur han framgångsrikt ledde sin del av armén.
Vid dzungarernas invasion 1717 organiserade Polhané tibetanernas försvarslinjer och var delaktig vid slutstriden i Lhasa. Tibetanerna förlorade striden efter att ha blivit förrådda av sina egna och Lhabzang Khan dödades. Under de följande månaderna fängslade dzungarerna Lhabzangs mest trogna följare. Polhané infångades och fördes naken genom Lhasas gator. Efter att ha piskats sattes han i fängelse och överlevde enbart tack vare vänner som försåg honom med mat. Slutligen frigavs han genom ingripande av Tagtsepa som utsetts till marionettledare efter invasionen. Efter frigivningen började Polhané samarbeta med Khangchenné Sönam Gyalpo som också varit lojal med Lhabzang Khans regim. Tillsammans organiserade de motståndsrörelsen mot de invaderande dzungarerna inför den kinesiska arméns intåg i Lhasa i september 1720.
För sitt bistånd till Qingdynastin utnämndes Khangchenné av Kangxi till överhuvud för det tibetanska Kashag-kabinettet ., tillsammans med ministrarna Ngaphöpa Dorje Gyalpo och Lumpané Tashi Gyalpo. Khangchenné såg till att utse Polhané till personlig adjutant. Den nya tibetanska regeringen hade stora svårigheter att brottas med. Förutom den enorma inflationen hade man problem att försörja den kinesiska garnison som stationerats i Tibet med 3000 soldater. Garnisonen drogs visserligen tillbaka 1723, men det ställde regeringen utan militärt stöd och ledde till revolter. Samma år utsågs Polhané och Charaba Lotro Gyalpo till kabinettsmedlemmar varför kabinettet kom att bestå av fem medlemmar. Oenigheten inom kabinettet var från första början stor och ledde 1727 till inbördeskrig och mordet på Khangchenné. Polhané var inte i Lhasa vid detta tillfälle, vilket kan ha varit hans räddning.
Efter mordet på Khangchenné tog Ngaphöpa, Lumpané och Charaba makten, stödda av Dalai lamas fader, Sönam Dargye. De tog upp jakten på Polhané, men denne allierade sig med Khangchennés broder, Gashiba Tseten Tashi, och lyckades hålla stånd. Han begärde också hjälp från Kina. Efter ett halvårs strider i Gyantse besegrades Ngaphöpa och Polhané marscherade mot Lhasa med 9000 soldater. Staden intogs och Lumpané och Charaba tillfångatogs den 5 juli 1728. När kejserliga trupper anlände till stöd för Polhané den 4 september var inbördeskriget redan över.
Kineserna sökte de skyldiga bakom inbördeskriget och Ngaphöpa och Lumpané avrättades offentligt med lingchi (kinesiska, ”förödmjukande och långsamt"), vilket innebär att långsamt skäras i strimlor. 13 andra inom den gamla regimen halshöggs, inklusive några små barn och några inom prästerskapet blev hängda.

## Polhanés regeringstid
Beijing utsåg Polhané att styra och han fick vid sin sida två ministrar, Sicho Tseten och Tsering Wanggyal. Lobsang Yeshe, Panchen lama V fick ansvar för styret över västra Tsang.
Med tiden blev Polhané alltmer självständig och kom att ses som en kung eller regerande prins. Lydskapet under Qing-dynastin kom att ses som en ren formalitet. Polhané såg dock till att förankra sina beslut och sågs som lojal och pålitlig. Som en följd kom de kinesiska trupper som var stationerade i Lhasa att minskas till 500 man 1733.
Under tiden byggde Polhané upp en yrkesarmé bestående av 15000 fotsoldater och 10000 ryttare. Han byggde militärförläggningar över hela landet och satte armén att bevaka gränserna. 1729 organiserade han postbefordran inom riket, inspirerat av den kinesiska motsvarigheten.
I kort sammanfattning kännetecknades Polhanés regim av en relativt lång period av stabilitet och fred.

## Succession
Efter Polhanés död 1747 utsåg dynastin hans näst äldste son Gyurme Namgyal som tronföljare.